# Ancistrocheirus
Ancistrocheirus is een geslacht van inktvissen uit de  familie van de Ancistrocheiridae.

## Soorten
- Ancistrocheirus lesueurii (d'Orbigny [in Férussac & d'Orbigny], 1842)

### Synoniemen
- Ancistrocheirus megaptera Verrill, 1885 => Octopoteuthis megaptera (Verrill, 1885)